# ヘビクイワシ
ヘビクイワシ (蛇喰鷲、Sagittarius serpentarius) は、タカ目に分類される鳥の一種。本種のみでヘビクイワシ属を構成する。

## 分布
サハラ砂漠以南のアフリカ大陸

## 形態
全長：100-150cm。翼開長オス126 - 135センチメートル、メス120 - 132センチメートル。体重：2.3 - 4.27キログラム。
羽色は灰色で、白い羽毛が混じる。風切羽は黒い。後頭には黒い羽毛が伸長する（冠羽）。属名Sagittariusは「射手・弓兵」の意で、冠羽が矢羽のようにみえることに由来すると考えられている。英名secretary（書記）は、冠羽が羽根ペンの軸のように見えることからが由来とする説もある。中央尾羽は長く、先端は黒い。
顔には羽毛がなく、赤や橙色の皮膚が裸出する。後肢は長いが、趾は短い。

## 生態
主にサバンナや草原に生息するが、半砂漠や開けた林地・藪地でみられることもある。ペアもしくは5羽までの家族群で主に生活するが、採食や水場では集団で観察されることもある。ペアで20 - 500平方キロメートルの縄張りを形成し、他の個体が侵入すると追い払う。飛翔能力はあるが、驚くと走って逃げることが多い。
成鳥は通常あまり鳴かないものの、求愛のディスプレイ時やつがいで巣の中で過ごす時に鳴き声を発することがある。巣の中でのペアは柔らかい口笛のような音を発する。
そのほか、仲間への挨拶や警戒、他の鳥と戦う時などにも鳴き声を発することがある。警戒時には特に甲高い鳴き声を発する。
夜明けの1～2時間ほどかけて羽繕いなどの手入れに時間を費やし巣を出発する。ペアは同じ巣をねぐらとして過ごし、互いが視界に入る位置に留まることが多い。餌は別々に採餌することもある。
彼らは時速2.5～3kmの速度で歩き回り、平均して毎分120歩を歩く。一日の大半を地上で過ごした後、夕暮れ時に巣に戻る。
主に昆虫やクモなどの節足動物、小型哺乳類を食べる。一方で鳥類やその卵や雛、爬虫類、両生類、甲殻類なども食べる。地上を徘徊して、獲物を捕らえる。小型の獲物は嘴で咥えるが、ヘビ類などの大型の獲物は後肢で踏みつけて殺す。ヘビ類は頻繁に捕食するわけではないが、コブラ類も含めて捕食することはある。種小名serpentariusはラテン語の「ヘビ」に由来し、本種の食性にヘビ類が含まれることに由来していると考えられている。英名の由来としてアラビア語で「狩猟する鳥」を意味する可能性があるsaqret-tair（saqr=狩人もしくはタカ、er-tair=飛行もしくは鳥）に由来するという説もある。獲物を落として食べるとされることもあるが、確実な報告例はない。
繁殖形態は卵生。ペアは一生解消されないと考えられている。繁殖は一年中いつでも行うとされるが、乾季の終わりに繁殖する傾向がある。
求愛行動は波打つような飛行パターンで高く舞い上がり、喉音を鳴らして呼びかけることによってアプローチする。
オスとメスは翼を上下に動かしてお互いを追いかけることで互いの意思を確認し、地面か木のどちらかで交尾する。
主にアカシア類の樹上に、巣を作る。巣は同じ物を使い続けるため、時に巨大な巣を形成することもある。1 - 3個の卵を、2 - 3日の間隔をあけて産む。雌雄共に抱卵するが、主にメスが抱卵する。抱卵期間は42 - 46日。雛は孵化してから64 - 106日で巣立つ。
野生での寿命は10年から15年と考えられており、飼育下では19年程度とされる。

## 人間との関係
過放牧などによる生息地の破壊、狩猟、フェンスや送電線への衝突などにより生息数は減少している。1977年にガーナの個体群がワシントン条約附属書IIIに掲載され、1979年に旧タカ目Falconiformes単位でワシントン条約附属書IIに掲載されている。
日本国内では東武動物公園では日本初の人工育雛に成功しており、千葉市動物公園で飼育下繁殖に成功している。
掛川花鳥園では、同園で飼育されているメスの「キックちゃん」とオスの「ベル君」によるショーで得意技のキックを間近に見ることが出来たが、「ベル君」は2022年7月23日バードショー中に強風にあおられ壁に激突し死亡。現在はメスの「キックちゃん」のみショーが行われている。
南アフリカやスーダンの国章デザインの一部に組み込まれている。

## 画像

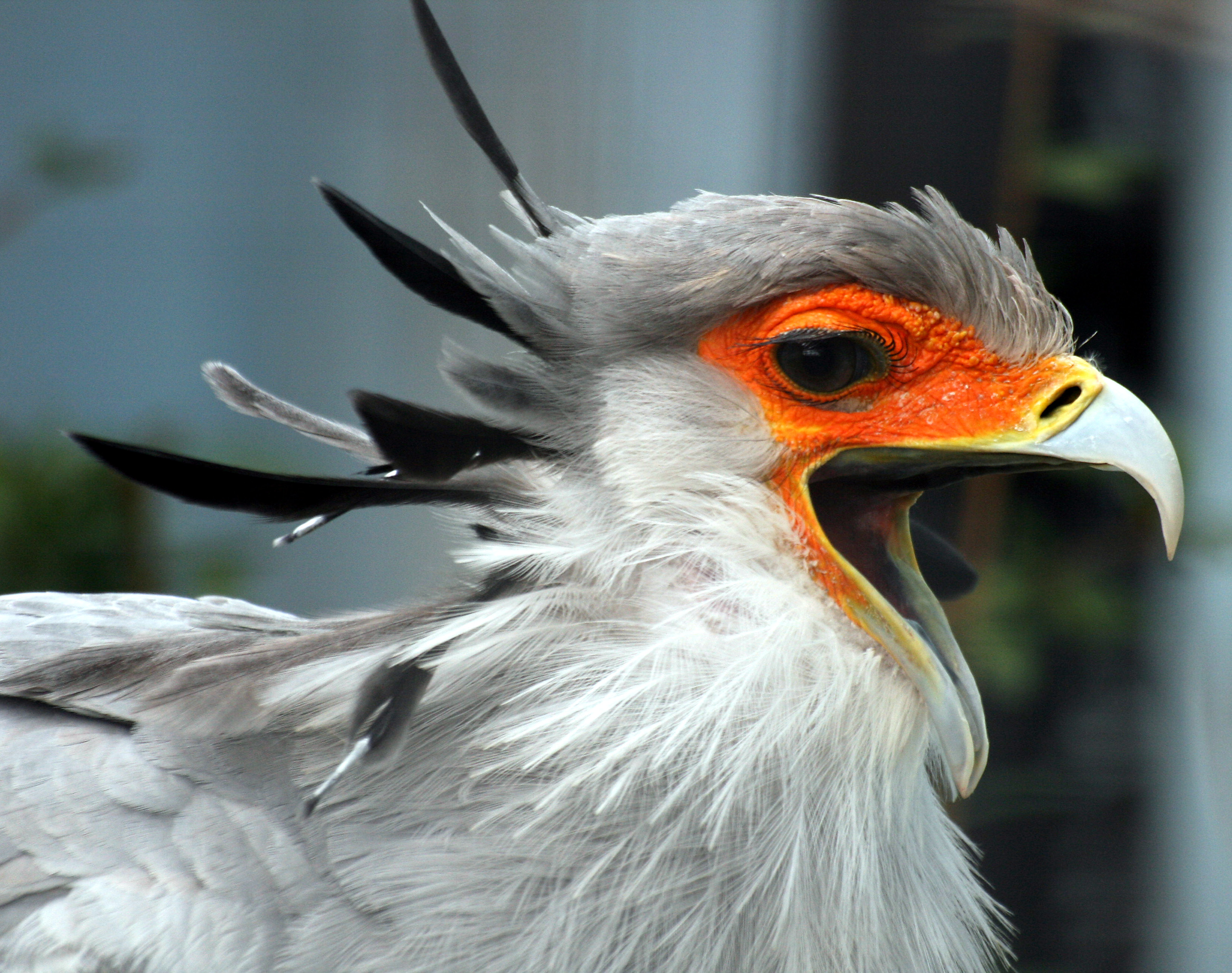
頭部
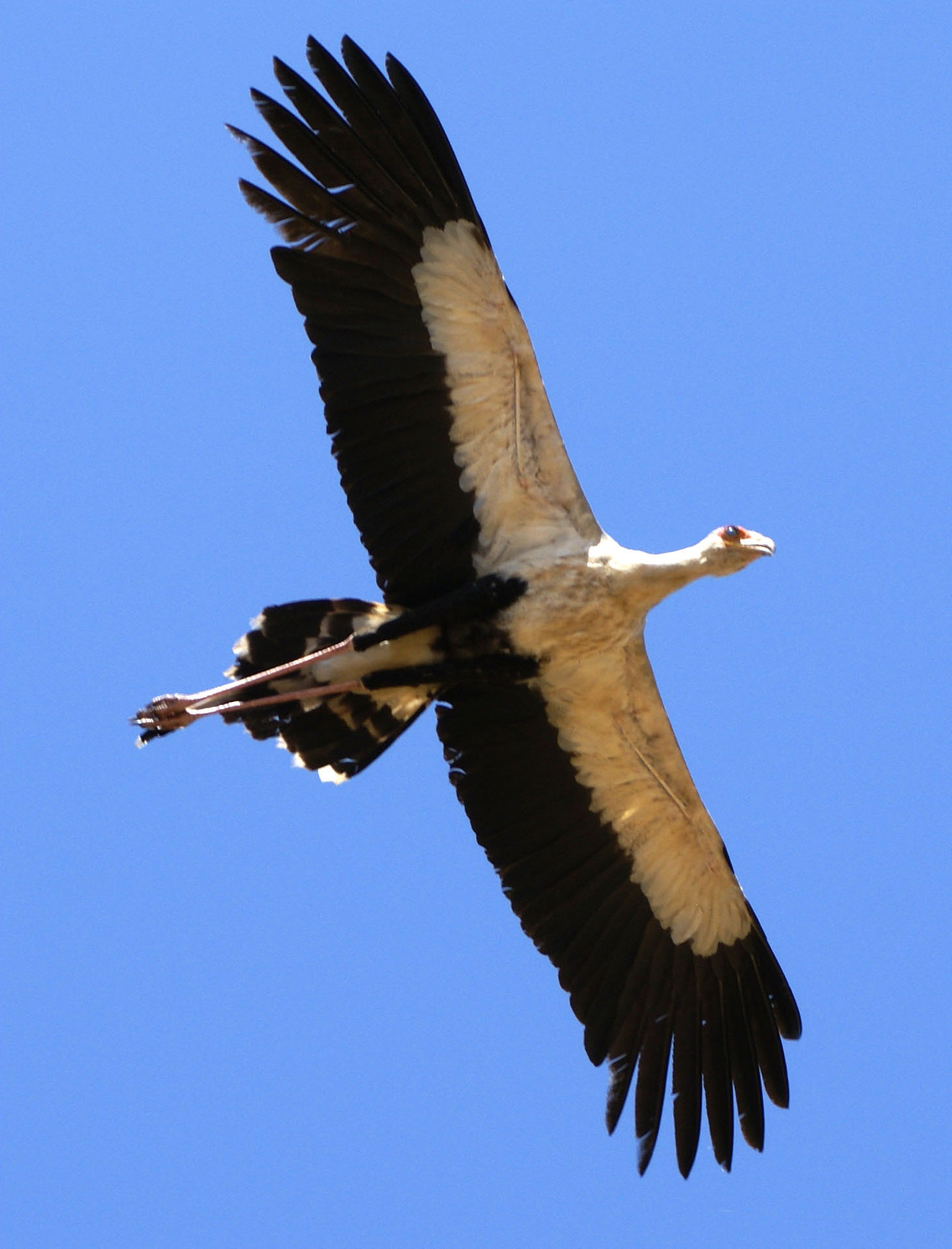
飛翔